# Rodiaiak
A rodiaiak (angolos írásmóddal: Rodian) a Csillagok háborúja elképzelt univerzumának egyik kétlábú, értelmes faja, amely a Rodia nevű bolygón él.

## Leírása
Az átlag rodiai 1,5-1,7 méter magas, hüllőszerű, kétlábú élőlény. Bőrük színe általában zöld, néhánynál kékes, sárgás vagy lilás árnyalattal. Összetett szemük fekete vagy sötétkék. Nagy, kerek arcuk tapírszerű szájban végződik. Fejük tetején két tányér alakú csáp található, ezekkel érzékelik a rezgéseket. A bőr felülete, a kezek és szájrész kivételével, durva tapintású. A könnyen mozgatható szájrésznek köszönhetően a rodiai jól fejlett szaglással bír. Hatalmas szemük arra utal, hogy a rodiaiak ősei éjjeli életmódot folytattak; az infravörös sugárzást is érzékelik. Ezzel a képességgel, az ősrodiai könnyen észrevette a sötétségben elbújó zsákmányát. Erőszakos és mozgékony természetük miatt a legtöbb rodiai karcsú testfelépítésű, azonban vannak kövérek is köztük, ilyenek például Avaro Sookcool és Reelo Baruk; ők elég gazdagok ahhoz, hogy másokat fizessenek helyettük küzdeni.
A zöld szín a növények közti álcázásban segítette az ősrodiait. Mikor már a fejlett fegyvereik miatt, nem kellett tartsanak a bolygó fenevadaitól, a rodiaiak bőrszíne változatosabb lett. Még azok a példányok is életben maradnak, amelyek születési hibával vagy albinizmussal jönnek a világra; Jannik egy ilyen albinó rodiai. A hosszú ujjaik tapadókorongokban végződnek; ez pedig fánlakó életmódra utal. A legtöbb rodiai fején hajlékony tüskékből álló taraj nő ki; e taraj mérete, színe és vastagsága példánytól függően változó. Néhány rodiainak a tüskés taraj helyett valódi haja nő. A haj inkább a nőknél van jelen. A nőket a férfiaktól a mell jelenléte is megkülönbözteti. Az anyabolygón kívül a rodiai nők leborotválják fejüket és bő ruhákba öltöznek, hogy eltakarják nemüket. Azonban néhány nő éppen az ellenkezőjét teszi, nőiességét felhasználja céljai eléréséhez.
A rodiaiból erős pézsmaszag árad, egyedtől függő, változó mértékben. Eredetileg ez a pézsma azért volt, hogy puhítsa a tulajdonosa bőrét és a megfelelő párt vonzza magához. Az emberek és diolliak számára ez a szag egyáltalán nem kellemes, sőt visszataszító. Egy külső fajnak a rodiaiak szaga mind egyforma, azonban a Rodia őslakosainak ez a szag olyan, mint a személyazonosító; rajta keresztül megállapítják az adott egyed melyik családba és klánba tartozik. Néha csak a szag miatt kezdődtek klánok közti harcok.
Mint minden faj esetében, a rodiaiak is megöregszenek. Az öreg rodiai csápja lehajlik, szájtájékán szürke foltok jelennek meg. E faj a következő nyelveket beszéli: rodiai nyelv, galaktikus közös nyelv és hutt nyelv.
Erőszakos természete miatt számos rodiai fejvadásznak és bérgyilkosnak áll. Greedo például Jabba, a huttnak dolgozik.
A Yuuzhan Vong megszállás alatt a rodiaiakból génmódosítással egy új változatot alakítottak ki, az úgynevezett vagh rodieket. A Yuuzhan Vongok ezeket harci fenevadaknak tanították be.
Körülbelül 1,3 milliárd rodiai él az anyabolygóján, ezek pedig a következő 17 klánba tömörülnek: An'yettu klán, Adebsu klán, Bomu klán, Cairn klán, Chattza klán, Chekkoo klán, Intamm klán, Jungle klán, Kenu klán, Neetakka klán, Reeven klán, Roolek klán, Soammei klán, Tan klán, Tanwa klán, Tetsu klán és Tonena klán.